# Wolfsburg-Unkeroda
Wolfsburg-Unkeroda è una frazione del comune tedesco di Gerstungen.

## Storia
Il comune di Wolfsburg-Unkeroda fu aggregato nel 2018 al comune di Gerstungen.